# Neukirch/Lausitz
Neukirch/Lausitz (hornolužickosrbsky Wjazońca) je obec v Horní Lužici v německé spolkové zemi Sasko. Nachází se v zemském okrese Budyšín a má přibližně 4 800 obyvatel.

## Geografie
Obec se rozkládá ve Šluknovské pahorkatině na úpatí vrchu Valtenberg (586 m). Na kopci pramení řeka Wesenitz, která Neukirchem protéká. V obci se nachází dvě železniční zastávky Neukirch (Lausitz) Ost a Neukirch (Lausitz) West. V druhé se stýkají železniční trati Neukirch West – Bischofswerda a Budyšín – Bad Schandau.

## Historie
Neukirch byl založen kolem roku 1200 franskými osadníky jako lesně-lánová ves. Poprvé je písemně zmiňován roku 1222 jako Neinkirgen. V roce 1813 se v blízkosti Neukirchu odehrála bitva mezi francouzskými a ruskými vojsky známá jako bitva u Budyšína. Obec vznikala v letech 1923-1928 postupným slučováním do té doby čtyř samostatných obcí Niederneukirch; Oberneukirch, Steinigtwolmsdorfer Anteil (Oberneukirch St. A.); Oberneukirch, Oberlausitzer Seite (Oberneukirch L. S.) a Oberneukirch, Amtsanteil (Stolpener Anteil; Oberneukirch A. A.). Roku 1923 zavedený název obce Neukirch am Hohwald se následujícího roku změnil na Neukirch/Lausitz.

## Správní členění
Neukirch se oficiálně nedělí na žádné místní části. Neoficiálně se dělí na Niederneukirch a Oberneukirch.

## Pamětihodnosti
- rozhledna na Valtenbergu
- bývalý rytířský statek
- evangelicko-luterský kostel
- původní nádražní budovy zastávek Neukirch Ost a Neukirch West
- podstávkové domy

## Osobnosti
- Jurij Pilk (1858–1926) – lužickosrbský historik, skladatel, pedagog, vlastivědec a hudebník
- Gerhard Fritz Hensel (1910–1986) – malíř
- Karlheinz Tietze (1912–1996) – lékař
- Egon Ludwig (* 1929) – generálmajor bývalého východoněmeckého Ministerstva státní bezpečnosti
- Karl-Ernst Herrmann (* 1936) – scénograf a operní režisér
- Werner Forkert (1940–2008) – učitel a kronikář v Senftenbergu
- Peter Graetz (* 1944) – spisovatel a teatrolog